# Juanettia continentalis
Juanettia continentalis – gatunek widłonoga z rodziny Chondracanthidae. Opisali go w 1985 roku César Villalba S. i Jacqueline Fernández Bargiela z Universidad de Concepción w Chile.